# 송현로 (대구)
송현로(Songhyeon-ro)는 대구광역시 달서구 청소년수련원 교차로에서 달서구 본리동 등본리네거리를 잇는 대구광역시의 도로이다.

## 주요 경유지
대구광역시
- 달서구  (송현동 . 본동 . 본리동)

## 노선
| 이름               | 접속 노선                          | 소재지     | 소재지 | 비고 |
| ------------------ | ---------------------------------- | ---------- | ------ | ---- |
| 청소년수련원교차로 | 대구광역시도 제22호선 (앞산순환로) | 대구광역시 | 달서구 |      |
| 월촌역사거리       | 국도 제5호선 (월배로)              | 대구광역시 | 달서구 |      |
| 학산남삼거리       | 학산남로                           | 대구광역시 | 달서구 |      |
| 학산사거리         | 대구광역시도 제31호선 (학산로)     | 대구광역시 | 달서구 |      |
| 등본리네거리       | 대구광역시도 제28호선 (구마로)     | 대구광역시 | 달서구 |      |

## 주요 건물 및 시설
- 대구대서초등학교 (대구광역시 달서구 송현로 9)
- 현대자동차 블루핸즈 (대구광역시 달서구 송현로 14)
- 이마트24 달서송현점 (대구광역시 달서구 송현로 32)
- 대구상인동우체국 (대구광역시 달서구 송현로 47)
- E1 대구LPG충전소 (대구광역시 달서구 송현로 55)
- 이마트24 대구월촌점 (대구광역시 달서구 송현로 58)
- Tworld 청우대리점 송현점 (대구광역시 달서구 송현로 103)
- 대구송현초등학교 (대구광역시 달서구 송현로 128)
- 송현여자고등학교 (대구광역시 달서구 송현로 156)
- 대구남송초등학교 (대구광역시 달서구 송현로 192)
- 대구공업대학교 (대구광역시 달서구 송현로 205)